# Félix de Muelenaere
Felix Amandus, Muelenaere grófja (Pittem, Nyugat-Flandria, 1793. április 5. – Pittem, 1862. augusztus 5.) belga politikus és államférfi volt, Belgium miniszterelnöke 1831 és 1832 között.

## Élete
Pályáját Brugge városban kezdte, ahol ügyvéd volt. 1824 és 1829 között az Egyesült Holland Királyság képviselőházának vezetője volt. A belga szabadságharc kitörése után Nyugat-Flandria tartomány kormányzója lett (1830 - 1831). I. Lipót belga király trónra lépése után miniszterelnöknek nevezte ki, egyben a külügyminiszteri posztot is betöltötte. A kormány 1831. július 26-án tette le hivatali esküjét és 1832. október 20-áig működött, amikor I. Lipót, nézeteltéréseik miatt, menesztette de Muelenaere-t.
Ezt követően 1831 - 1832, 1834-1836 között és 1841-ben töltött be külügyminiszteri posztot a belga kormányban.

## A de Muelenaere-kormány tagjai
| Miniszteri tiszt       | Név                   | Párt      |
| ---------------------- | --------------------- | --------- |
| Külügyminiszter        | Félix de Muelenaere   | Katolikus |
| Belügyminiszter        | Étienne de Sauvage    | Liberális |
| Igazságügyminiszter    | Jean Raikem           | Katolikus |
| Pénzügyminiszter       | Jacques Coghen        | Liberális |
| Közmunkaügyi miniszter | Jean-Baptiste Nothomb | Katolikus |
| Hadügyminiszter        | V. de Failly          | Liberális |
|                        |                       |           |

## Fordítás
- Ez a szócikk részben vagy egészben  a   Felix de Muelenaere című holland Wikipédia-szócikk ezen változatának fordításán alapul.  Az eredeti cikk szerkesztőit annak laptörténete sorolja fel. Ez a jelzés csupán a megfogalmazás eredetét és a szerzői jogokat jelzi, nem szolgál a cikkben szereplő információk forrásmegjelöléseként.